# Одалиска
Одалиската е робиня или наложница в харема на османския султан. Наименованието произлиза от турската дума odalik ('камериерка'), което идва от oda ('спалня' или 'стая').
През XIX век одалиските често се появяват в ориентализма (вид движение в изкуството). Те са изобразявани в много еротични картини от онази епоха.
Думата се използва и в смисъл на държанка, наложница или любовница на богат мъж.